# Rudolf Meinhard-Jünger

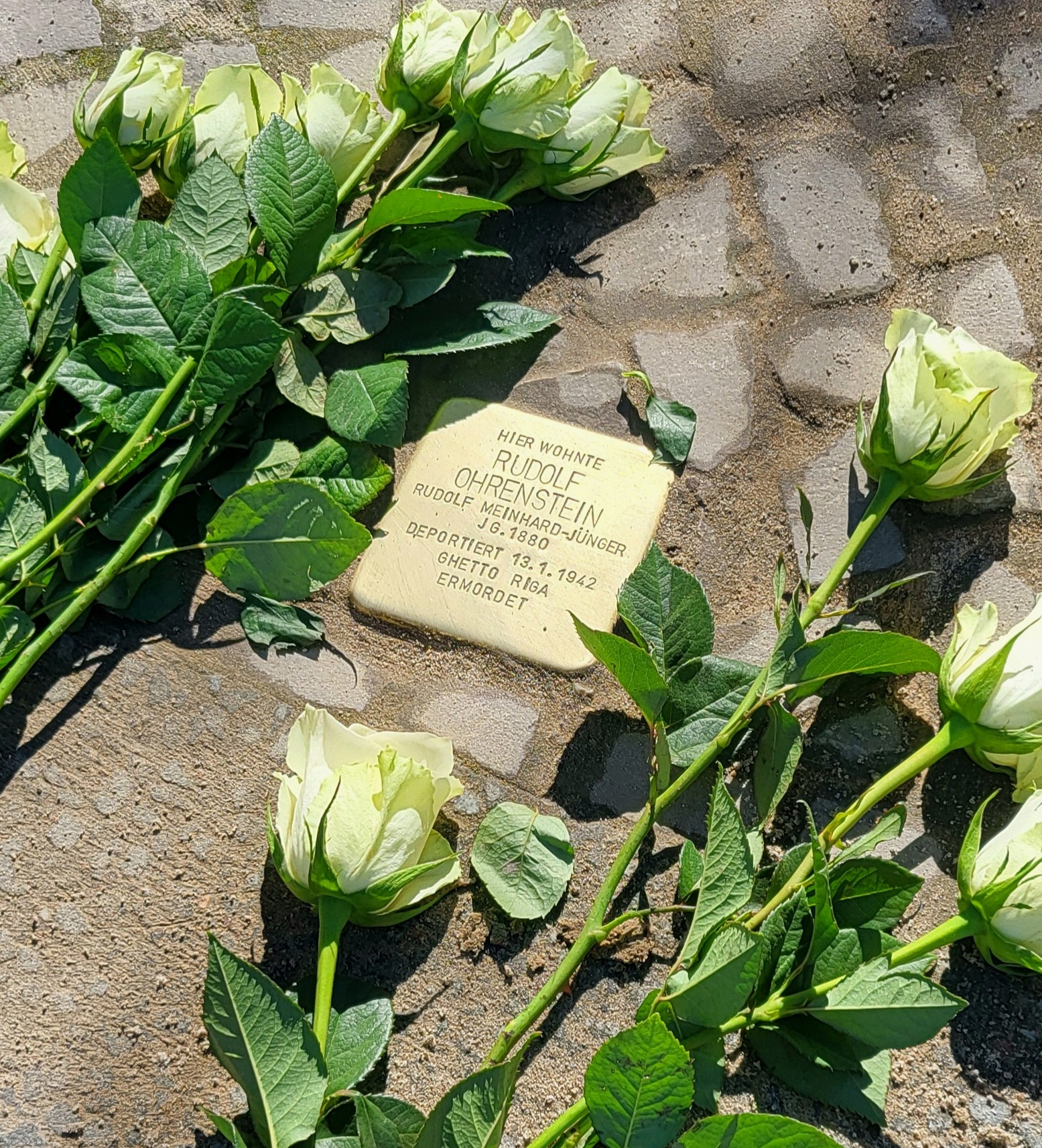
Stolperstein für Rudolf Meinhard-Jünger

Rudolf Meinhard-Jünger, auch Rudolf Meinhard, Rudolf Jünger und Rudolf Meinhardt-Jünger (* 20. Dezember 1880 in Prag, Österreich-Ungarn als Rudolf Ohrenstein; † 1942 im Ghetto Riga), war ein österreichisch-deutscher Schauspieler und Regisseur.

## Leben
Der böhmischstämmige Rudolf Ohrenstein erhielt seine schauspielerische Ausbildung zur Jahrhundertwende. Sein erstes Festengagement ist 1903 am Berliner Schiller-Theater nachweisbar. Er blieb dort bis 1906, ehe er an das Kleine Schauspielhaus nach Wien ging. Nach zwei Spielzeiten ließ er sich 1908 an die Neue Wiener Bühne verpflichten. 1910/11 wirkte Meinhard an Wiens Residenzbühne, dann verließ er die österreichische Hauptstadt.
1911 ging der Künstler ans Berliner Theater. In der deutschen Hauptstadt nannte er sich mal Rudolf Meinhard, mal Meinhardt-Jünger oder auch Jünger. Unter diesen Namen wirkte der Prager zwischen 1917 und 1932 mit Nebenrollen in einer Reihe von Filmen mit und führte gelegentlich Regie. Zuletzt wirkte Rudolf Meinhard-Jünger kurzfristig im Jahr 1931 als Verwaltungsdirektor der Meinhard-Bernauer-Bühnen Carl Meinhards.
Infolge der nationalsozialistischen Machtergreifung kam die Karriere des jüdischen Künstlers vollständig zum Erliegen. Dennoch blieb Meinhard-Jünger in Berlin ansässig. Von dort wurde Rudolf Ohrenstein / Meinhard(t)-Jünger am 13. Januar 1942 mit Transport 8 Zug Da 44 in das Ghetto von Riga deportiert und dort wenig später ermordet.
Meinhard-Jünger war dreimal verheiratet. Im Mai 1914 heiratete er die Berliner Schauspielerin Anna Kötteritzsch (1882–1956). Die Scheidung erfolgte im Jahr 1920. Noch im gleichen Jahr fand die Eheschließung mit Hildegard Diehne (1897–?) statt. Diese Ehe wurde 1930 geschieden. 1938 heiratete er die jüdische Komponistin Hedwig Wartenberg geb. Zender (1884–1975), die sich später Hedy Hevar nannte; schon im nächsten Jahr erfolgte die Scheidung.
Seine Stieftochter war die Schauspielerin Edith Meinhard.

## Filmografie
als Schauspieler, wenn nicht anders angegeben
- 1916: Der Amateur
- 1917: Der Saratogakoffer
- 1918: Die sterbenden Perlen
- 1918: Der Teufel
- 1920: Ede & Co. (Regie)
- 1920: Heiratsbüro Süßlein (Regie)
- 1921: Lady Hamilton
- 1922: Sie und die Drei
- 1922: Lola Montez, die Tänzerin des Königs
- 1924: Helena (2 Teile)
- 1925: Der Hahn im Korb
- 1926: In der Heimat, da gibt’s ein Wiedersehn!
- 1926: Die schönsten Beine von Berlin
- 1927: Der Bettler vom Kölner Dom
- 1927: Der Sträflingskavalier (Regie)
- 1927: Leichte Kavallerie
- 1929: Nachtgestalten
- 1929: Asphalt
- 1930: Der unsterbliche Lump
- 1930: Zwei Welten
- 1930: Mary
- 1931: Kinder des Glücks
- 1931: Schatten der Manege
- 1932: Wenn die Liebe Mode macht